# Beautiful Soup
Beautiful Soup es una biblioteca de Python para extraer datos de documentos HTML y XML (incluyendo los que tienen un marcado incorrecto). Esta biblioteca crea un árbol con todos los elementos del documento y puede ser utilizado para extraer información. Por lo tanto, esta biblioteca es útil para realizar web scraping — extraer información de sitios web.
Beautiful Soup no es un analizador de documentos (parser), sino que crea las estructuras de datos necesarias para manejar de manera sencilla los datos extraídos por los analizadores, los cuales no forman parte del paquete, sobre los que trabaja.

## Código de ejemplo
```
# extracción de todos los enlaces de un documento html

from
 
bs4
 
import
 
BeautifulSoup

with
 
open
(
"./index.html"
)
 
as
 
f
:

    
soup
 
=
 
BeautifulSoup
(
f
)

 

for
 
anchor
 
in
 
soup
.
find_all
(
'a'
):

    
print
(
anchor
.
get
(
'href'
,
 
'/'
))

```